# Campo 65
Campo 65 è stato un campo di detenzione della seconda guerra mondiale situato nel territorio di Altamura, nella città metropolitana di Bari, storicamente chiamato campo 65 di Gravina.

## Storia
I lavori per la costruzione del Campo prigionieri di Guerra nr. 65 (storicamente PG 65 Gravina) furono ultimati nel 1942.
Il campo fu realizzato tra le città di Altamura e Gravina, sulla statale 96, su un’area di 31 ettari.
Le 36 baracche presenti contenevano fino a 12.000 prigionieri di guerra alleati: inglesi, sud-africani, neozelandesi, canadesi, ciprioti, palestinesi provenienti principalmente dal fronte di guerra del Nord Africa, in quello che sarebbe diventato il più grande campo per prigionieri di guerra italiano della seconda guerra mondiale.
Originariamente, la struttura comprendeva 81 edifici, dei quali non ne restano che una manciata. Nel 1943 fu anche campo di addestramento di partigiani jugoslavi e nel dopoguerra ospitò, tra gli altri, i profughi di Friuli-Venezia Giulia, Dalmazia e africani.
Era il più grande campo di detenzione d'Italia, avendo avuto una capienza di circa 12.000 prigionieri.
L'esistenza del campo è testimoniata dai documenti presenti nell'USSME (Ufficio Storico dello Stato Maggiore dell'Esercito) e si trovava nei pressi di Villa Serena su via Gravina, oggi nelle vicinanze dell'Ospedale della Murgia. Fu attivo dal 1942 al 1943. Dagli stessi documenti sopra citati emerge che ospitava internati inglesi, indiani, australiani, americani, neozelandesi, mediorientali e altri.
Nel libro Auschwitz. Ero il numero 220543 dell'inglese Denis Avey, l'autore racconta di essere stato imprigionato nel campo di concentramento di Altamura e di essere addirittura riuscito a evadere per essere poi ricatturato. L'autore racconta di essere stato trattato con molta umanità e che i prigionieri erano lasciati liberi di fare ciò che volevano in totale abbandono, sorvegliati a distanza dai carabinieri. Come descritto nel libro, ciò di cui i prigionieri soffrivano era la fame, a causa della povertà del territorio. L'autore è stato compartecipe del conflitto, e riporta i fatti del libro come fatti storici, sebbene ci sia da aspettarsi che non tutto sia attendibile e che qualche notizia sia stata inventata o "colorita" per esigenze letterarie. Ciononostante, le notizie fornite sul Campo 65 sono assai verosimili.